# Sköldrem
- Vänster: Högmedeltida droppsköld med nedskuren överkant och bärremmar i kors tillsammans med en överliggande sköldrem.
- Höger Torgeir Starkadsson som tappar sin sköld med sköldrem i Njáls saga, danska utgåvan: Vore fædres liv (1898).

Sköldrem (fornsvenska: skioldrem) är en axelrem fäst i en sköld så denna kan hängas över ryggen vid transport alternativt underlätta användaren av en tung armsköld genom att låta axlarna bära del av sköldvikten, med mera. Likt en vapenrem kan användaren även släppa skölden vid behov utan att tappa den.